# Bi Gui
En aquest nom xinès, el cognom és Bi.
Bi Gui (mort el 249 EC), nom estilitzat Zhaoxian (昭先), va ser un assessor del regent de Cao Wei Cao Shuang durant el període dels Tres Regnes de la història xinesa. Més tard, quan Cao Shuang va ser enganyat per Sima Yi i perdé la seva posició i poder en l'Incident a les Tombes Gaoping, Sima Yi, es va desfer de gairebé tots els assessors de Cao Shuang, incloent Bi Gui.